# 노프하갈릴

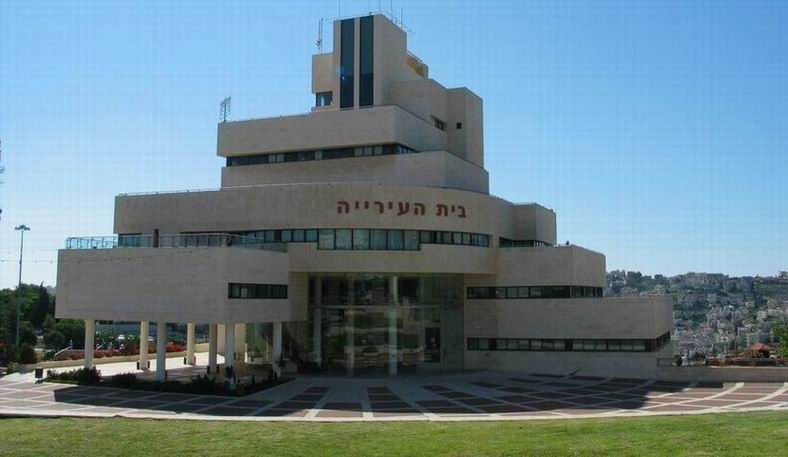
노프하갈릴 시청

노프하갈릴(히브리어: נוֹף הַגָּלִיל, 아랍어: نوف هچليل)는 이스라엘 북부 구의 주도로 면적은 32.521km2, 인구는 40,198명(2015년 기준)이다.
1957년 아랍계 이스라엘인이 다수를 차지하던 나사렛과 분리된 유대인 정착촌으로 설립되었으며, 1973년 도시로 격상되었다.
2019년 도시 이름을 기존의 나사렛일리트에서 노프하갈릴로 개명하였다.

시 문장

## 자매 도시
- 아르헨티나 산미겔데투쿠만
- 독일 레버쿠젠
- 오스트리아 클라겐푸르트
- 헝가리 죄르
- 미국 디트로이트
- 우크라이나 체르니우치
- 프랑스 생테티엔
- 루마니아 알바이울리아
- 세르비아 키킨다